# ミセススクールクエスト
『ミセススクールクエスト』は、2023年4月6日から2023年9月28日までテレビ朝日の『バラバラ大作戦』（水曜第3部）枠で放送されていたバラエティ番組。Mrs. GREEN APPLEの冠番組。

## 概要
Mrs. GREEN APPLEが学校へ行き、高校生と交流するバラエティ番組。

## 出演者
- Mrs. GREEN APPLE（大森元貴・若井滉斗・藤澤涼架）

## スタッフ
- ナレーター：諏訪部順一
- 構成：樅野太紀、エモペイ
- CAM：中島せいや
- VE：高橋優二
- ヘアメイク：福田雅彦、朴ミキ
- CG：OODJOB
- 音効：松下俊彦（ラビットムーンオフィス）
- 編集：佐々木基次
- MA：市本将也
- 編成：村山良太、泉良樹
- 宣伝：古澤琢、栗坂美祐
- 制作協力：ブルースモービル
- AD：大熊洋江（ブルースモービル）
- AP：山田晃菜（ブルースモービル）・甲斐小百合（テレビ朝日）
- ディレクター：管家優人、中野誠
- プロデューサー：上野洋輔・梁晟柱・利根川広毅（共にテレビ朝日）、井上淳矢（ブルースモービル）
- 制作著作：テレビ朝日